# Мануел Хорниг
Мануел Хорниг (на немски: Manuel Hornig, роден на 18 декември 1982 в Кандел (Пфалц)) е германски футболен защитник от германския втородивизионен отбор Кайзерслаутерн.
Високият защитник започва да играе футбол в пфалцкия отбор Олюмпия Райнцаберн и след това преминава в младежкия отбор на Карлсруе. През 2000 г. решава да продължи да играе футбол за Хауенщайн, където прекарва пет години. След това отива в Саарбрюкен, а от 2007 до 2008 г. играе за Кикерс Офенбах. Тогава идва предложение от отбора, чийто привърженик Хорних е от дете, и от 2008 г. той е привлечен в Кайзерслаутерн със задачата да бъде основен играч за дублиращия отбор на „червените дяволи“ в новооснованата четвъртодивизионна Регионална лига Запад. След добрите си представяния на тренировките Хорних закономерно е повикан от Милан Шашич в първия отбор на лаутерите, където защитникът записва 13 мача, един гол и две асистенции за сезон 2008/09. За новия сезон 2009/10 Хорниг получава професионален договор и е част от първия отбор.
Хорниг е левичар и в Саарбрюкен играе на позициите централен защитник или ляв външен защитник. Дебютът си във Втора Бундеслига Мануел Хорниг прави с екипа на отбора от Саар на 14 май 2006 г. при победата с 2:0 над Айнтрахт Брауншвайг. Освен това той играе два мача за Купата на Германия. На 7 декември 2008 г. защитникът за първи път изиграва целите 90 минути на среща от Втора Бундеслига с екипа на Кайзерслаутерн в гостуването срещу Дуисбург, където той действа по десния фланг на червената защита.
По-малкият брат на Мануел Хорниг Флориан (роден през 1985 г.) играе в аматьорския отбор на Фрайбург в Югозападната Оберлига.